# 片岡町 (津島市)
片岡町（かたおかちょう）は、愛知県津島市の地名。丁番を持たない単独町名である。

## 地理
津島市西部に位置する。東は昭和町、西は松原町、南は北町・良王町、北は兼平町に接する。

## 歴史

### 地名の由来
町域の大部分が片岡毛織の工場敷地にあたっていたことに由来する。また、同社名は創業者の名字に由来する。

### 沿革
- 1953年（昭和28年） - 津島市大字津島の一部により、同市片岡町として成立[1]。

## 世帯数と人口
2018年（平成30年）1月1日現在の世帯数と人口は以下の通りである。
| 町丁   | 世帯数 | 人口 |
| ------ | ------ | ---- |
| 片岡町 | 17世帯 | 39人 |

### 人口の変遷
国勢調査による人口の推移
| 1995年（平成7年）  | 80人 | [ 7 ]  |  |
| 2000年（平成12年） | 56人 | [ 8 ]  |  |
| 2005年（平成17年） | 42人 | [ 9 ]  |  |
| 2010年（平成22年） | 29人 | [ 10 ] |  |
| 2015年（平成27年） | 28人 | [ 11 ] |  |

## 学区
市立小・中学校に通う場合、学区は以下の通りとなる。また、公立高等学校に通う場合の学区は以下の通りとなる。
| 番・番地等 | 小学校           | 中学校             | 高等学校 |
| ---------- | ---------------- | ------------------ | -------- |
| 全域       | 津島市立北小学校 | 津島市立藤浪中学校 | 尾張学区 |

## 施設
- 片岡毛織[14]
- ヨシヅヤ津島北テラス店北緯35度11分0.5秒 東経136度43分36.1秒 / 北緯35.183472度 東経136.726694度

## その他

### 日本郵便
- 郵便番号 : 496-0813[4]（集配局：津島郵便局[15]）。